# Mjeda (Adelsgeschlecht)

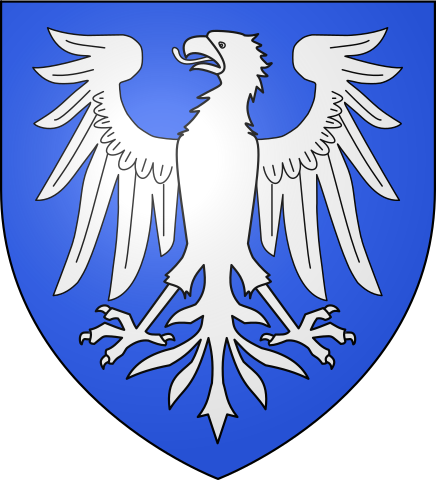
Wappen der Familie Mjeda

Die Mjeda (italienisch Miedia) sind ein aus Albanien stammendes katholisches Adelsgeschlecht.

## Geschichte

### 11. bis 13. Jahrhundert
Der Stammvater der Familie Mjeda ist Bardhi Kryeziu. Die Kryeziu sind einer von drei Zweigen der Buzëzezë (Bucceseos), eines feudalen albanischen Adelsclans, der seit dem 11. Jahrhundert den byzantinischen Titel Sebastos trug. Milan Šufflay schreibt über Savasto Tanusius Bessossia (1274) als einen der führenden albanischen Adligen des 13. Jahrhunderts. Die beiden anderen Zweige des Clans sind die Bushati und die Buzuku. Zu den Territorien des Clans gehörten ein Teil der Zadrima-Ebene, das Pukë-Hochland und der Hafen von Shëngjin sowie die Küste bis nach Velipojë. Das Wappen der Buzëzezë war der einköpfige Adler.

### 14. bis 16. Jahrhundert
Der Zweig Kryeziu wurde im 14. Jahrhundert gegründet und erbte die Herrschaft Pukë. Im 15. Jahrhundert ließ Pal Ziu (Kryeziu), auch bekannt als Paolo Zenta, die katholische Kirche in Pukë errichten, besaß eine Burg in der Nähe der Stadt und war laut Marinus Barletius ein Verwandter von Lekë Dukagjini.

### 17. bis 20. Jahrhundert
Ein Zweig der Familie Kryeziu ließ sich zu Beginn des 17. Jahrhunderts in Gjakovë nieder und wurde bald darauf Beys. Zu Beginn des 18. Jahrhunderts ließ sich ein weiterer Zweig der Kryeziu von Pukë im Dorf Bardhet nieder, das später den Namen Kryezi annahm. Im 18. und 19. Jahrhundert regierte dieser Zweig die Region Pukë gemäß den traditionellen Gesetzen des Kanun von Pukë. Die osmanische Verwaltung erkannte ihre alten Privilegien und ihren Adel mittelalterlichen Ursprungs an, wobei ihre einzige Verpflichtung darin bestand, die Route Vau-Dejës – Kukës zu bewachen.
Bardhi Kryeziu ließ sich vom Dorf Kryezi in der Region Pukë aus in Shkodër nieder und nahm den Nachnamen Mjeda von dem Dorf in der Nähe von Shkodër an, in dem die Familie Ländereien besaß. Die Familie Mjeda besteht heute aus zwei Zweigen: Prizren und Shkodër. In Prizren waren sie die führende katholische Familie, trugen den Adelstitel Effendi und waren im Handel zwischen der italienischen Halbinsel, Konstantinopel und dem Balkan tätig.
Im Laufe der Jahrhunderte waren Mitglieder der Familie Kaufleute, Grundbesitzer, Geistliche und politische Führer. Heute leben sie hauptsächlich in Albanien und Kroatien.

## Familienmitglieder
- Ndre Mjeda (1866–1937), Intellektueller, Jesuit, Philologe, Dichter, Mitglieder der Nationalversammlung Albaniens. Er war auch Teilnehmer am Kongress von Monastir.[7][8]
- Lukë Simon Mjeda (1867–1951), Kaufmann, Großgrundbesitzer und Abgeordneter von Prizren bei der Zweiten Liga von Prizren 1943.[9][10]
- Lazër Mjeda (1869–1935), Bischof von Sapa (1900–1904), Erzbischof von Skopje (1904–1909), Erzbischof von Shkodra (1921–1935).[11][12]
- Kolë Mjeda (1885–1951), Bürgermeister von Shkodra (1924–1925), Vizepräsident der Nationalversammlung Albaniens, Präfekt von Dibra.[13]
- Luigj Pashko Mjeda (1890–1962), Kaufmann, Großgrundbesitzer, Herausgeber der Zeitung Ora e Maleve, Leiter der Steuerbehörde der Gemeinde Shkodra und Mitbegründer der Theatergesellschaft „Bogdani“.[14]

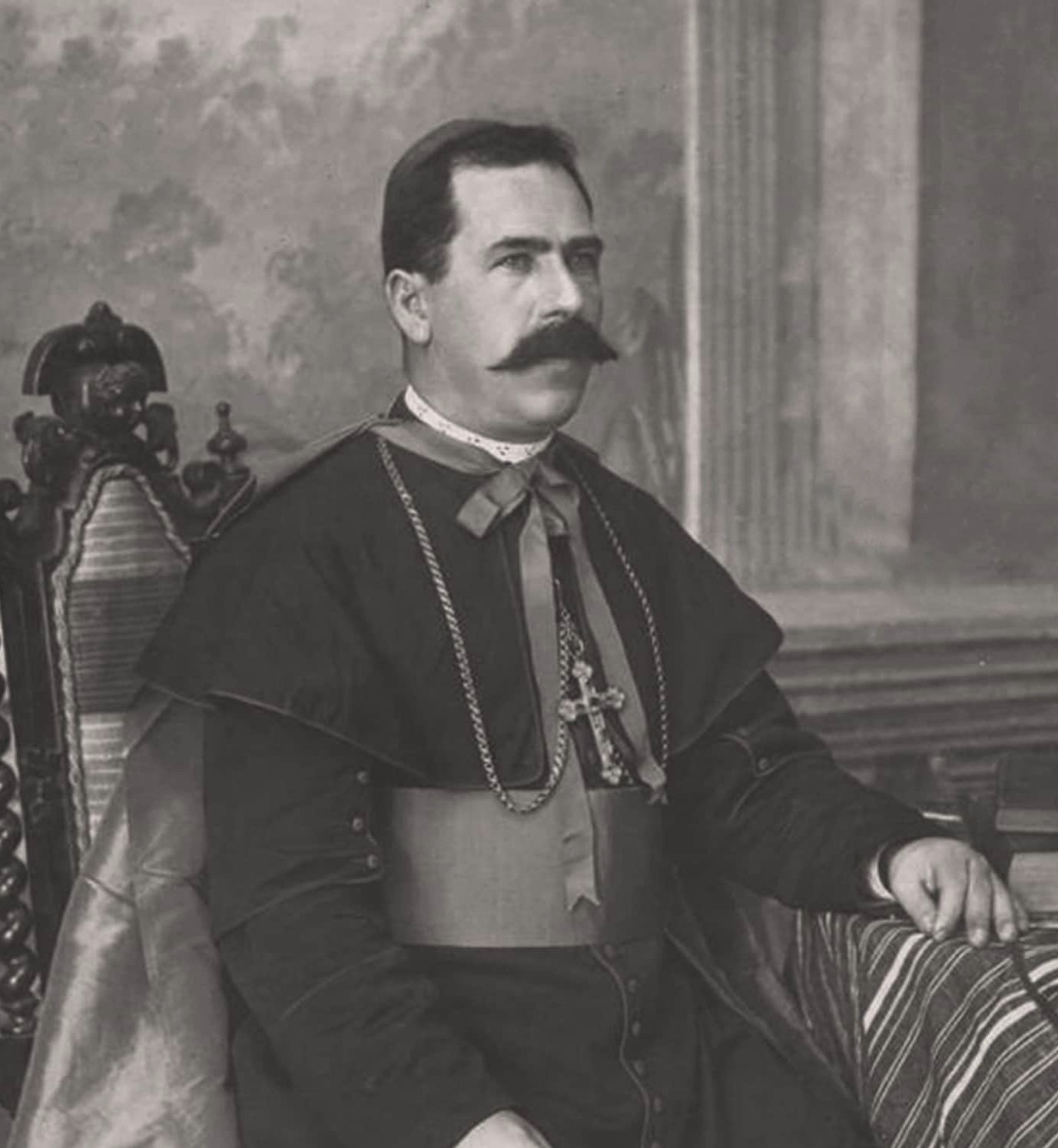
Erzbischof Lazër Mjeda
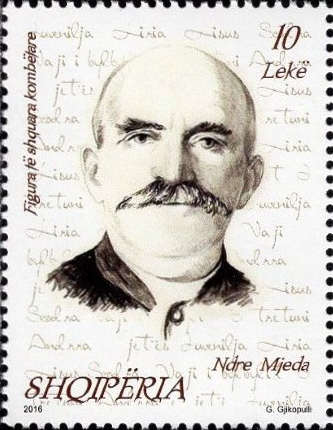
Dom Ndre Mjeda auf einer albanischen Briefmarke von 2016
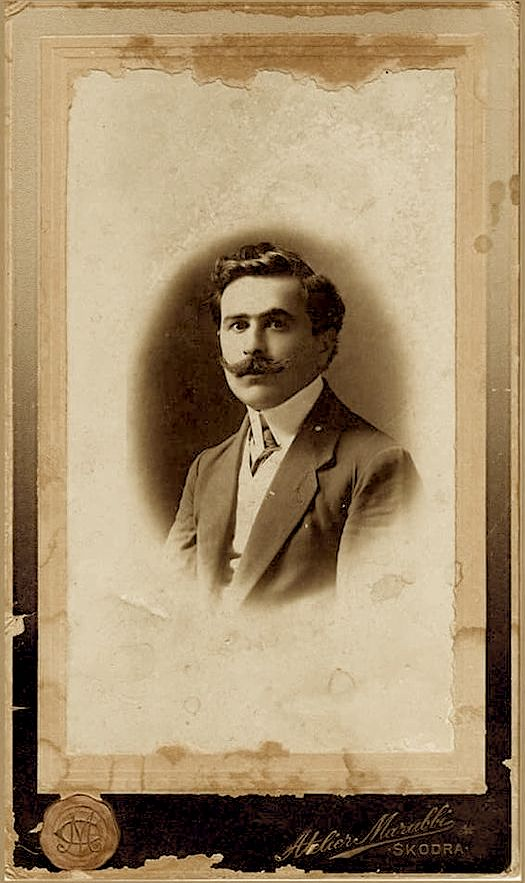
Kolë Mjeda

## Belege
1. ↑  av. Zanfir Kryeziu: Kryezinjtë e Gjakovës – sipas autorit Mithat Begolli. In: Dardania Press. 12. August 2022, abgerufen am 12. Juni 2023 (albanisch).
2. ↑  Dr. Milan Šufflay: Srbi i Arbanasi Učiteljska tiskarna u Ljubljani, 1925, S. 59.
3. ↑  av. Zanfir Kryeziu: Kryezinjtë e Gjakovës – sipas autorit Mithat Begolli. In: Dardania Press. 12. August 2022, abgerufen am 12. Juni 2023 (albanisch).
4. ↑  Fatbardha Demi: DËSHMITARI DARDAN I MANASTIRIT TË DEÇANIT. In: Pashtriku. 29. Januar 2019, abgerufen am 12. Juni 2023 (albanisch).
5. ↑  av. Zanfir Kryeziu: Kryezinjtë e Gjakovës – sipas autorit Mithat Begolli. In: Dardania Press. 12. August 2022, abgerufen am 12. Juni 2023 (albanisch).
6. ↑  av. Zanfir Kryeziu: Kryezinjtë e Gjakovës – sipas autorit Mithat Begolli. In: Dardania Press. 12. August 2022, abgerufen am 12. Juni 2023 (albanisch).
7. ↑  rti.rtsh.al (Memento vom 13. Februar 2020 im Internet Archive)
8. ↑  Robert Elsie: MODERN ALBANIAN LITERATURE AND ITS RECEPTION IN THE ENGLISH-SPEAKING WORLD. In: elsie.de. S. 6–7.
9. ↑  Tomë Mrijaj, Klajd Kapinova: Lidhja e Prizrenit, 10 Qershor 1878 dhe Lidhja II e III e Prizrenit. In: shkoder.net. Abgerufen am 2. Dezember 2021 (albanisch).
10. ↑  Mjed: Tradhita e Madhe: Tragjedia pas Lidhjes së dytë të Prizrenit. In: koha.mk. 12. Mai 2018, abgerufen am 2. Dezember 2021.
11. ↑  Bishop Llazar Mjeda. Abgerufen am 12. August 2010.
12. ↑  A Biographical Dictionary of Albanian History. Robert Elsie, 2012, S. 314 (google.com).
13. ↑  Zyhdi Zekja: Kol Mjeda, deputet monarkist dhe sindikalist i njohur i Shkodrës. In: Astrit Kola (Hrsg.): Atdheu, Gazete e Partise Levizja e Legalitetit. Nr. 17 (587), 2. Mai 2004 (dyndns.org [abgerufen am 3. Dezember 2021]).
14. ↑  E.M.: Luigj Mjeda: Shpirti dhe diapazonii gjerë artistik i një aktori. In: Shqiptarja.com. 1. Oktober 2017, abgerufen am 2. Dezember 2021 (albanisch).